# 藍山蜂起
藍山蜂起（ラムソンほうき）は、黎利（レ・ロイ）による中国明朝からのベトナム独立を目指した1418年から1428年にかけての闘争のことである。

## 時代背景

### 明軍の侵攻
1406年11月、胡朝が陳朝を簒奪したとの口実のもと、明朝は数十万人の人夫を含む兵士20万の大兵力を動員し、将軍の張輔の指揮により国境から二手に分かれて侵攻した。明軍は諒山の複数の地点で胡朝軍を次々に撃破した。胡季犛は珥川（紅河）まで退却せざるをえず、多邦城（ハノイ市バヴィ県）を中心に守りを固めた。

### 胡朝政権の崩壊
1407年1月22日、明軍は多邦で胡朝軍を破ったあと、東都（昇龍）を占拠した。胡朝軍は西都（タインホア省ヴィンロック県）へ退却して守りを固めたが、1407年4月に明軍の攻勢を受けた。胡季犛は河静に逃れたが、6月末に捕らえられた。
胡朝の抗戦が敗北に終わっても人民の抵抗は続き、各地で蜂起が起こった。塗山の范玉、広寧の黎餓、東潮の范振・陳月湖、北江の范必大、富寿の陳元漼、太原の陳元康などである。中でも陳朝の貴族である陳頠の蜂起（1407年～1409年）・陳季拡の蜂起（1409年～1414年）が大規模なものであったが、いずれも主導権争いなどの内訌が生じて弱体化し、蜂起は失敗に終わった。

### 明朝の統治
胡朝政権の崩壊後、明朝は国号を廃して交趾に変えて国土を併合した。張輔は焚書などを含む同化政策を厳格に推し進め、数百項目もの重税を課した。奴婢として売るために婦女子を連れ去ったとも言われている。民衆の不満は、日々高まっていった。

## 決起の経緯

### 藍山起義
黎利は藍山地域で勢力を持つ豪族だった。明によって国が失われ、人民が悲嘆にくれているのを憂い、財産の全てを注いで義士を招集し兵力を養った。決起の根拠地には藍山を選んだ。藍山はトゥオン川左岸に位置し、平野部と山岳部をつなぐ険しい地勢にあったのである。ここは越族・ムオン族・タイー族など各民族が交わる場所でもあった。
1416年初め、黎利は蜂起の指導部18人とともに、隴崖（清化）で宣誓会を行い、宣誓文を読み上げた。1418年2月7日（戊戌1月2日）、黎利は藍山で蜂起の旗を挙げ、自らを平定王（ビンディン・ヴオン）と称した。

### 清化（タインホア）西部の戦い
当初の兵力はまだ少なく、藍山義軍は困難な戦いを強いられた。明軍は何度も進攻し、藍山の本拠地を包囲した。義軍は三度にわたって至霊山（タインホア省ランチャイン県）に撤退しなければならなかった。1418年なかば、明軍は至霊山を攻略して黎利を捕らえるために兵を動員した。危急の状況を打開するべく、黎利に変装したムオン族出身の黎来が、決死隊を組織して明軍の包囲を破り、自らを犠牲にして黎利を逃した。
1421年末、明軍は10万の兵力を動員して、義軍の根拠地に大規模な包囲攻撃を仕掛けた。黎利は再び至霊山に撤退せざるを得なくなった。義軍に深刻な食糧不足が起こり、黎利は象や愛馬を含む馬などを屠って軍を養わねばならなかった。1423年の夏、黎利は暫定和平を提案し、明軍に受け入れられた。1423年5月、義軍は藍山の根拠地に戻った。
1424年末、黎利を買収する工作が不調に終わったため、軍を整えた明軍は、義軍に対して攻勢をかけた。

## 義軍の反撃

### 乂安（ゲアン）の解放
明軍の攻勢に際し、黎利の配下の将軍の一人であった阮隻は清化の山中を脱出し、土地が広く地勢が険しい乂安に軍を移し、そこから北に戻って東都を攻略することを提案した。
黎利は阮隻の計画を受け入れ、山道沿いに乂安西部へと行軍した。1424年10月12日、義軍は多矜（タインホア省トースアン県）の明軍駐屯地を急襲し、一撃のもとに勝利をおさめた。次いで、藍川上流の茶麟城を降伏させた。勝利の余勢をかって、義軍は可留（ゲアン省アインソン県）に進撃し、計略を仕掛けて可留・蒲隘で陳智軍を撃破した。短期間のうちに乂安の大部分が解放され、明軍は乂安城に撤退して籠城しなければならなくなった。黎利は乂安城を堅く包囲している間に演州に攻め込んで勝利し、清化へと進撃した。これらの戦闘により演州、清化地域の全てが1カ月も経たないうちに解放された。

### 新平・順化の解放
1425年8月、黎利は陳元扞・黎銀たちに、乂安から新平（クアンビン省・クアンチ省北部）へ進撃するように命令を下した。義軍は迅速に明軍を撃破し、新平・順化を解放した。
こうして1424年10月から1425年8月のおよそ10カ月間の間に、藍山義軍は清化から海雲峠にかけた広大な地域を解放した。明軍は孤立し、義軍によって包囲されている城塁のいくつかを確保しただけだった。

## 北部への進軍
1426年9月、黎利たちは北部への進軍開始を決定した。義軍は3路に分かれた。
第一路の任務は、西北部解放のために進軍するとともに、雲南からの明の援兵の阻止。第二路の任務は、珥川（紅河）下流域の解放と、乂安から東関への敵の退路を断ちつつ広西からの援兵の阻止。第三路の任務は東関への直進だった。義軍は進軍した至るところで住民に熱烈に歓迎され、あらゆる面での支援を受けたといわれる。明軍は守勢に立たされ、東関城に撤退して籠城した。

## 最終決戦へ

### 崒洞・祝洞の戦い
1426年10月、王通が指揮する5万の援軍が東関に入り、ここで明軍は10万の兵力となった。主導権を奪回するべく王通は大反撃を決断し、高部（ハノイ市チュオンミー県）における義軍の主力を攻撃するべく、1426年11月7日の朝に出陣した。
王通の動きをつかんだ義軍は崒洞（トットドン）・祝洞（チュクドン）に伏兵を配した。明軍が陣地に入った時、義軍は一斉に敵軍に突撃した。明軍の部隊は分断され、水田のぬかるみへと追いやられて壊滅した。結果として5万以上の死傷者を出し、1万以上が生け捕りになった。王通は負傷し、東関へと逃げ帰った。兵部尚書の陳洽は将軍の李亮とともに戦場で殺された。
戦勝のあと、藍山義軍は勝利に乗じてさらに多数の州県を解放した。

### 支棱・昌江の戦い
1427年10月上旬、明の援軍15万が二手に分かれて進撃してきた。柳升が指揮する部隊は広西から諒山方面へと進み、沐晟の部隊は雲南から河江方面に入った。藍山義軍の指導部は、敵の援軍である柳升軍を殲滅するために兵力を集中させることにした。
10月8日、柳升の指揮する部隊が支棱（ランソン省チーラン県）の隘路の前に到達した時、陳榴率いる義軍によって伏撃地点までおびき寄せられた。柳升は義軍の投げた槍によって戦死し、明軍は大混乱に陥った。黎察・劉仁澍たちはこの機に乗じて攻撃し1万以上の敵を殲滅した。
柳升が殺された後、副将の梁銘が指揮を取り、隊伍を整えて昌江（バクザン省バクザン市）に進軍することになった。しかし、途中の芹站で続けて伏撃に遭い、さらに3万以上が殲滅され、梁銘も戦死した。兵部尚書の李慶も、首を括って自害している。明軍の残存部隊はなんとか昌江へ至ったが、田野で義軍の包囲攻撃を受けて約5万の損害を出した。
黎利は使者を遣わして、支棱での戦利品を沐晟の陣営に送らせた。戦利品をみた沐晟は柳升の敗北を知り、本国に急いで逃げ帰った。柳升と沐晟の援軍が完全に壊滅したことを聞き、東関にいた王通は急いで和解を申し入れた。1428年1月3日、明軍の最後の部隊が国境を越えて本国へと帰還した。
明軍を国土から追い出した後、黎利は皇帝の座につき、大越の国号を回復した。